# Retepora magellensis
Retepora magellensis är en mossdjursart. Retepora magellensis ingår i släktet Retepora och familjen Phidoloporidae. Utöver nominatformen finns också underarten R. m. minima.